# Mezquital (Tamaulipas)
El Mezquital es un puerto pesquero y base naval de la Armada de México, localizado en el municipio de Matamoros, Tamaulipas; se localiza al norte del Estado de Tamaulipas, a 84 km de la ciudad de Matamoros; de acuerdo al decreto de habilitación, en una península entre el Golfo de México y la  Laguna Madre. Sus coordenadas geográficas son 24°15’00” de latitud norte y 97°25’00” de longitud oeste. Las embarcaciones que por aquí transitan suelen ser pequeños navíos. La población en su mayoría proviene del estado de Veracruz y es de arribo reciente.
En el lugar hay una estación naval avanzada del puerto de Matamoros.

## Clima
El clima es semicálido, subhúmedo con precipitaciones estivales, la temperatura media anual es de aproximadamente 22 °C con precipitaciones promedio de 600 mm anuales.
El Mezquital sufrió serios daños en el 2005 a causa del huracán Emily que azotó la región.

## Desarrollo

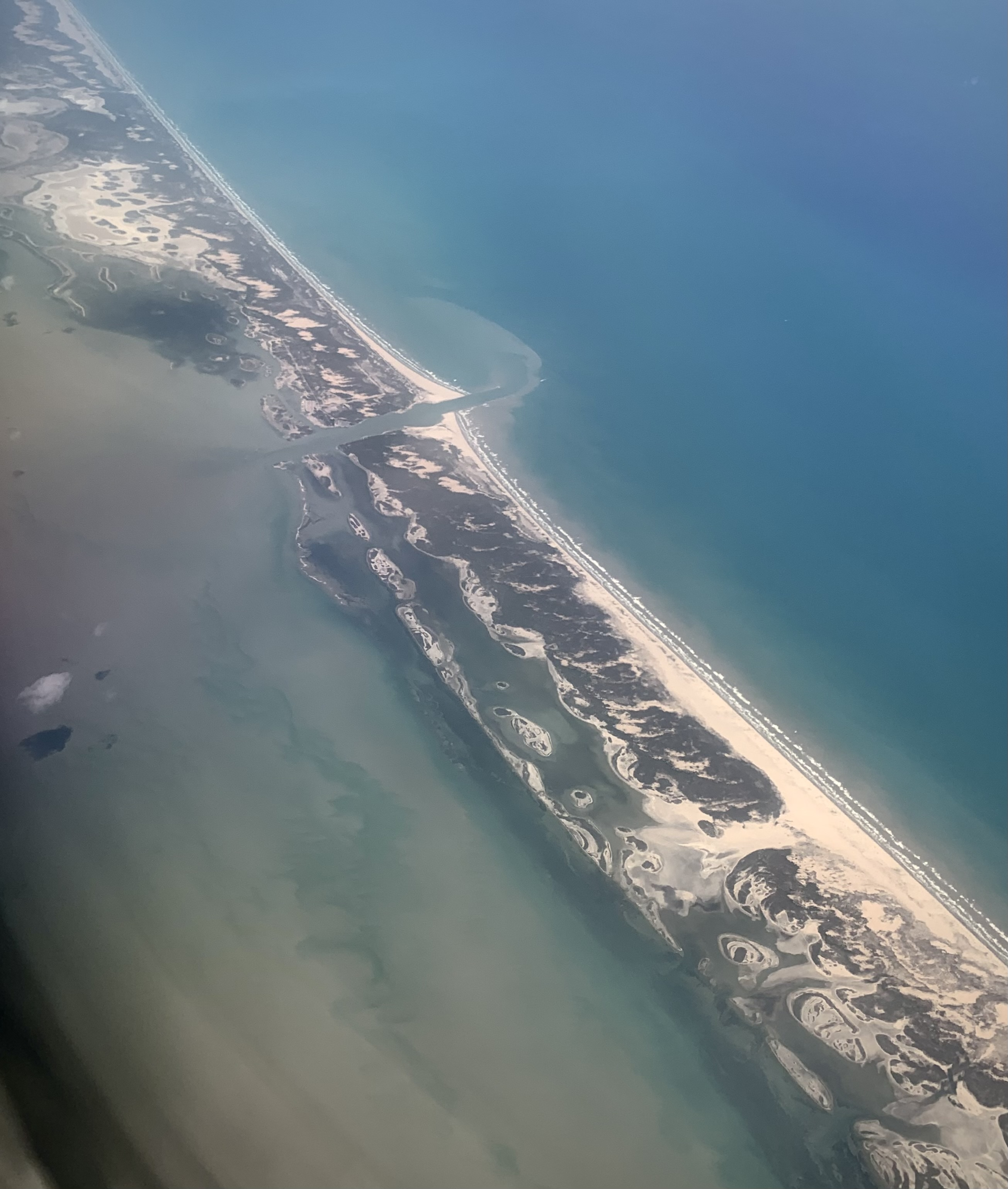
Playa Puerto Mezquital

A partir de enero del 2007 se abrió su canal de navegación, conectándolo así al mercado marítimo en México, para dar pie durante los siguientes años a su desarrollo comercial, financiero y de infraestructura. Las obras, tanto de las escolleras como del dragado han hecho que el canal sea ya navegable. El actual muelle mide 138 m de largo por 8 m de ancho. Sin embargo las obras para complementar esta infraestructura en la actualidad se encuentran suspendidas, por lo que el puerto no tiene capacidad para recibir naves de gran calado.
En el 2010, el gobierno estatal propuso cambiar el nombre del puerto a Puerto de Matamoros, para eliminar la diferencia de nombres con el municipio en que se localizan las instalaciones portuarias y reducir la posibilidad de confusión de posibles usuarios a futuro.